# Rote Baumwühlmaus
Die Rote Baumwühlmaus (Arborimus longicaudus) ist ein in Nordamerika vorkommendes Nagetier (Rodentia) aus der Unterfamilie der Wühlmäuse (Arvicolinae). Der Artname leitet sich von den lateinischen Worten longus und cauda mit den Bedeutungen „lang“ und „Schwanz“ ab.

## Merkmale
Rote Baumwühlmäuse erreichen ein Gewicht zwischen 25 und 50 Gramm und eine Gesamtlänge von 158 bis 178 Millimetern bei den Männchen sowie zwischen 170 und 187 Millimetern bei den Weibchen. Der relativ lange Schwanz macht etwa 40 Prozent der Gesamtlänge aus und dient zur Stabilisierung des Gleichgewichts während sie sich entlang kleiner Äste bewegen. Die Farbe des Rückenfells reicht von rostbraun über orange braun bis hin zu zimtfarbig und zeigt einige schwarze Haare. Zuweilen treten melanistische Exemplare auf. Das bauchseitige Fell ist weißlich bis hellgrau. Der behaarte Schwanz ist schwarz bis braun gefärbt. Die Ohren sind klein. Die Zahnformel lautet I1/1-C0/0-P0/0-M3/3.

## Ähnliche Arten
- Die Weißfuß-Baumwühlmaus (Arborimus albipes) unterscheidet sich durch die dunkelbraune Fellfarbe und ist in erster Linie in Laubbäumen zu finden.
- Die Sonoma-Baumwühlmaus (Arborimus pomo)  lebt zwar wie die Rote Baumwühlmaus ebenfalls in erster Linie in Douglasien (Pseudotsuga menziesii), überlappt sich jedoch nur in wenigen Gebieten mit dieser und weist außerdem eine unterschiedliche Chromosomenzahl auf. Zur Unterscheidung der Arten wurden DNA-Untersuchungen durchgeführt.[3]

## Verbreitung und Lebensraum

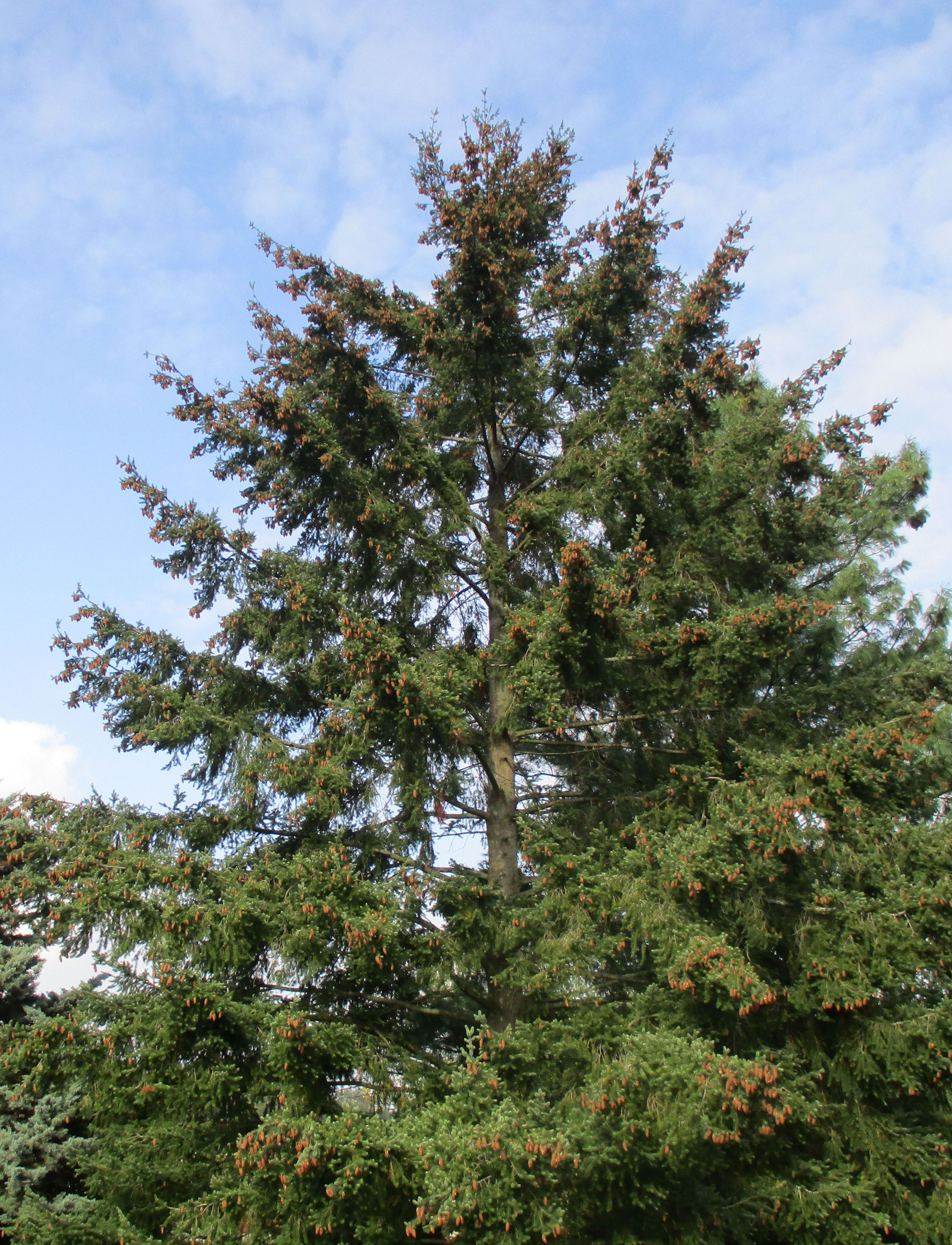
Gewöhnliche Douglasie (Pseudotsuga menziesii), der bevorzugte Lebensraum der Roten Baumwühlmaus

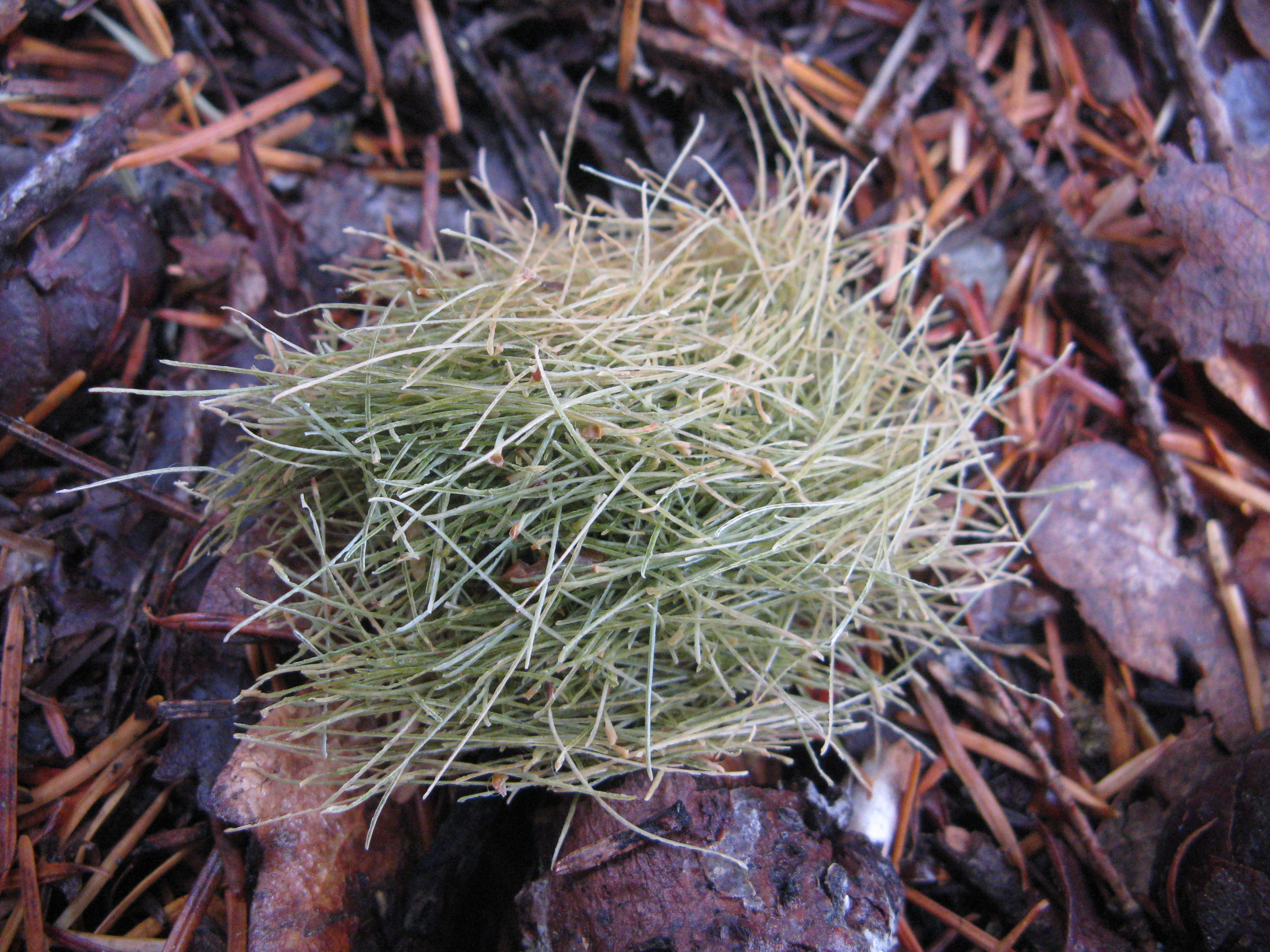
Von einer Douglasie heruntergefallenes charakteristisches Baumwühlmaus-Nest

Die Verbreitung der Roten Baumwühlmaus erstreckt sich durch küstennahe Gebiete in den US-Bundesstaaten Oregon und den Nordwesten Kaliforniens in denen Douglasien wachsen. Die Höhenverbreitung reicht vom Meeresspiegel bis nahe an 2000 Meter heran.

## Lebensweise
Rote Baumwühlmäuse sind überwiegend nachtaktiv. Sie leben vorzugsweise in Regionen, in denen alte und hohe Douglasien stehen. Nur gelegentlich wurden sie auch an anderen Nadelbaumarten gefunden. Auf den Bäumen leben sie einzeln und kommen nur zum Boden, um sich zwischen den Bäumen zu bewegen, wenn keine miteinander verbundenen Äste vorhanden sind.
In den Bäumen leben sie in Nestern, die sie aus Nadeln und Zweigen fertigen. Weibchen bauen normalerweise größere Nester als Männchen. Der minimale Durchmesser eines Nests beträgt ca. 15 Zentimeter. Meist sind sie jedoch wesentlich größer und umschließen zuweilen den gesamten Baumstamm. Nester werden in Baumhöhen von bis zu 65 Metern angelegt. Viele werden auf abgebrochenen Baumwipfeln, gegabelten Stämmen oder verwirbelten Ästen angelegt. Die Weibchen sind standorttreu, legen aber meist mehrere Nester im gleichen Baum an. Männchen suchen zuweilen auf mehreren Bäumen nach Partnerinnen. Die größte dokumentierte Entfernung, die eine männliche Rote Baumwühlmaus zurücklegte, deren Bewegungsablauf 40 Tage lang per Radiotelemetrie aufgezeichnet wurde und die sich auf fünf verschiedenen Bäumen aufhielt, ergab eine maximale geradlinige Entfernung vom Heimatnestbaum von 340 Metern. Sie übernehmen zuweilen nicht mehr genutzte Nester von Douglas-Hörnchen (Tamiasciurus douglasii), Westlichen Grauhörnchen (Sciurus griseus), Dunkelfuß-Buschratten (Neotoma fuscipes) oder Hischmäusen (Peromyscus maniculatus). Umgekehrt werden auch eigene verlassene Nester beispielsweise von Wirbellosen (Evertebrata) besiedelt.
Die Mäuse ernähren sich in erster Linie von den Nadeln der Douglasie. Außerdem fressen sie die zarte Rinde von Zweigen oder schälen härtere Rinde ab, um an die Kambiumschicht zu gelangen. Nachts ernten sie Nadelbaumzweigspitzen und lagern diese in ihren Nestern als Nahrungsreserve ein.
Die Fortpflanzung der Art ist durch eine ungewöhnlich lange Tragzeit und einen kleinen Wurf gekennzeichnet. Die normale Tragzeit beträgt ca. 28 Tage, kann sich jedoch auf 48 Tage ausdehnen, wenn das Weibchen noch einen früheren Wurf stillt. Mit nur einem bis vier Jungen sind die Würfe auch relativ klein. Ursache hierfür könnte der geringe Nährwert der überwiegend aus Koniferennadeln bestehenden Nahrung sein. Die Entwöhnung gesunder Jungtiere erfolgt nach 30 bis 35 Tagen.
Zu den Hauptfressfeinden der Art zählen Hermelin (Mustela erminea), Langschwanzwiesel (Mustela frenata) und Fleckenkauz (Strix occidentalis). Die Rote Baumwühlmaus wird zuweilen auch von Sägekauz (Aegolius acadicus), Waschbär (Procyon lotor), Nordamerikanischen Katzenfrett (Bassariscus astutus), Fichtenmarder (Martes americana) oder vom Fischermarder (Pekania pennanti) erbeutet.

## Gefährdung und Schutz
Das Center for Biological Diversity und andere Gruppen beantragten im Jahr 2007 den Schutz der Art. 2011 stellte der United States Fish and Wildlife Service nach einer rechtlichen Einigung fest, dass die Roten Baumwühlmäuse an der Nordküste von Oregon zum Endangered Species Act gehören, verweigerte jedoch im Dezember 2019 den Schutz der Tiere. Naturschutzgruppen haben daraufhin am 14. April 2020 ihre Absicht angemeldet, die zu diesem Zeitpunkt verantwortliche Trump-Regierung zu verklagen, weil sie die gefährdete Population Roter Baumwühlmäuse an der Küste Oregons gemäß dem Endangered Species Act nicht schützt. In ihrer Klage betonen die Organisatoren, dass die kleine verbleibende Population an der Nordküste Oregons unmittelbar vom Aussterben bedroht ist, da sie an alte Wälder gebunden ist und empfindlich auf den Verlust ihres Lebensraums durch Abholzungen und Waldbrände reagiert. Die sehr standorttreue Art ist auch nicht in der Lage, sich an neue Bäume anzupassen.